# Syllabus
Syllabus (Mehrzahl Syllabi) ist ein pseudo-lateinischer (ursprünglich griechischer, aus συλλαμβάνω, ‚ich nehme‘, ‚stelle zusammen‘) Ausdruck für Register, Verzeichnis, Aufzählung, Auszug, Zusammenfassung.

## Kirche
Syllabus wurde als Begriff 1864 von Papst Pius IX. und 1907 von Papst Pius X. verwendet, um eine Zusammenfassung theologischer Ächtungen (ein Verzeichnis und Verwerfung von Zeitirrtümern) zu veröffentlichen; siehe Syllabus errorum und Lamentabili.

## Akademische Bildung
Heute wird der Begriff Syllabus verwendet, um die Zusammenfassung oder Übersicht eines Kurses, einer Veranstaltung oder eines Studienmoduls zu bezeichnen. Dazu gehören  der Name des Lehrenden, des Tutors, eine Kurzbeschreibung der Veranstaltung, Lernziele, Literatur, Art der Durchführung, Termine, Sprache und andere. Ein Syllabus beschreibt somit die organisatorischen Rahmenbedingungen einer Veranstaltung. 
Syllabus wird häufig gleichbedeutend mit Lehrveranstaltungskonzept verwendet (vgl. etwa ICDL).

## Rechtswesen
In der Rechtssprache bezeichnet der Ausdruck die zusammenfassende Darstellung eines Falles, die einer gerichtlichen oder ähnlichen Entscheidung vorangestellt wird. Sie enthält eine Sachverhaltsschilderung mit Fakten, Positionen der Beteiligten und knappe Erwähnung von getroffenen Entscheidungen. In Deutschland hat sich hierfür der Ausdruck Tatbestand eingebürgert, auch wenn er diffus und zugleich für die faktische Komponente von Rechtsnormen verwendet wird (→ Tatbestand und Rechtsfolge). 
Ein Syllabus kann – muss jedoch nicht – vom entscheidenden Organ verfasst werden, dieses ist im Kern nur gehalten, seine Entscheidung zu fixieren und zu begründen. 
Welche rechtliche Bedeutung einem Syllabus zukommt, ist je nach Rechtssystem unterschiedlich:

### Deutschland
In Deutschland enthält der Tatbestand die tatsächlichen Feststellungen, die ein Organ gemacht hat, um seine Entscheidung zu treffen. Dies ist auch ein Aspekt der Verfahrensökonomie und effektiven Rechtsschutzes. Unterlaufen hierbei Fehler, können Beteiligte eine Tatbestandsberichtigung verlangen. 

### USA
In den USA ist der Syllabus kein Bestandteil der Entscheidung und spielt rechtlich meist keine Rolle. Eine Ausnahme besteht im Bundesstaat Ohio, wo Gerichte dazu gehalten sind, einen Syllabus zu verfassen. Dieser ist Bestandteil der Gerichtsentscheidung. 
Im Übrigen jedoch verfassen Syllabi meist die juristischen Verlage, die Sammlungen von Entscheidungen veröffentlichen, oder von Fall zu Fall auch Gerichte, wenn sie dies für erheblich erachten. Auch dann ist ein Syllabus nicht Bestandteil ihrer Entscheidung.